# Rottboellia cochinchinensis
Espèce
Rottboellia cochinchinensis, l'herbe fataque, est une espèce de plantes monocotylédones de la famille des Poaceae, 
sous-famille des Panicoideae, originaire des régions tropicales de l'Ancien Monde (Afrique, Asie, Australasie) et naturalisée dans les régions tropicales du Nouveau Monde et du Pacifique.
Ce sont des plantes herbacées annuelles aux chaumes dressés, robustes, pouvant atteindre 3 m de haut, s'enracinant souvent aux niveaux des nœuds inférieurs. L'inflorescence est composée de racèmes spiciformes, sub-cylindrique pouvant atteindre 15 cm de long. Les graines (caryopses) sont en forme de capsule.
Cette plante est une mauvaise herbe des cultures relativement agressive dans de nombreux pays tropicaux. Elle figure aux États-Unis dans la liste des mauvaises herbes nuisibles (noxious weeds) au niveau fédéral.
ÉtymologieLe nom générique « Rottboellia » est un hommage au botaniste danois, Christen Friis Rottboell (1727-1797). L'épithète spécifique, cochinchinensis, est un adjectif en latin botanique rappelant que la plante est originaire de la Cochinchine (actuellement partie intégrante du Viêt Nam).
Noms vernaculairesherbe fataque, herbe duvet, herbe à canne, herbe à riz, herbe queue-de-rat,.

## Description

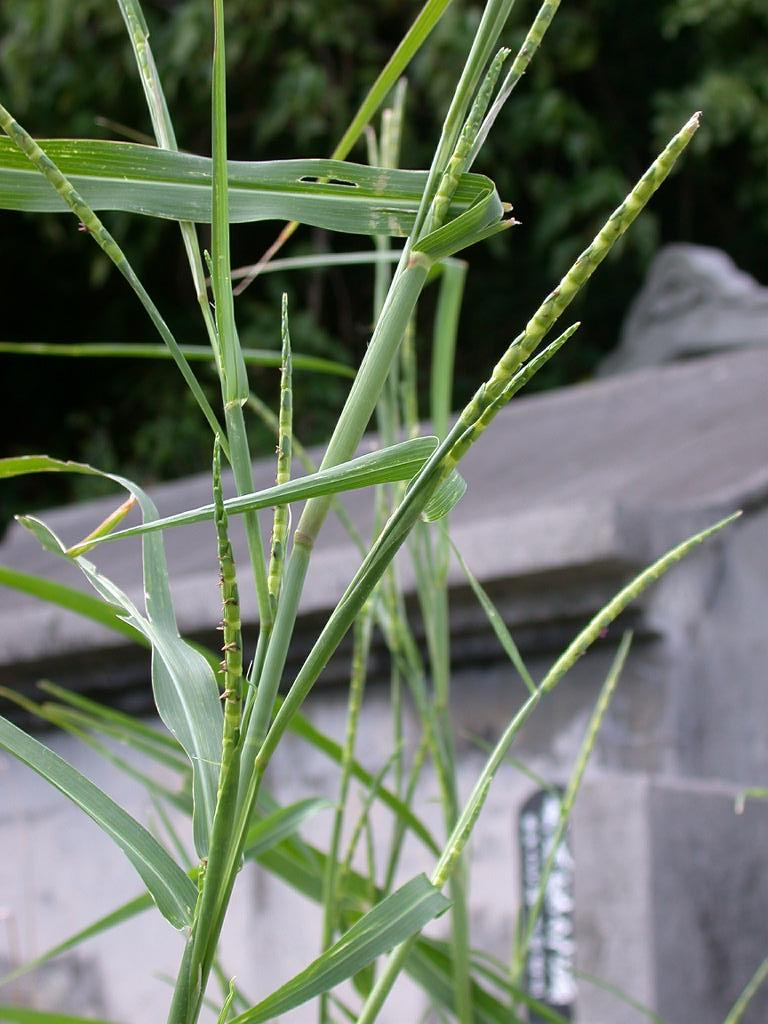
Inflorescence.

Rottboellia cochinchinensis est une plante herbacée annuelle aux tiges (chaumes) dressés de 30 à 300 cm de long, présentant à la base des racines adventives aériennes formant « échasses ».
Les feuilles caulinaires ont une gaine, hispide, avec des poils munis de tubercule à la base, aussi large que le limbe au niveau du collet. La ligule est une membrane ciliée, tronquée, de 1 mm de long. Le limbe foliaire, de 15 à 45 cm de long sur 5 à 20 mm de large, présente une surface scabéruleuse et un apex acuminé.
L'inflorescence est composée de racèmes, terminal et axillaires, sensiblement térètes, de 3 à 15 cm de long, qui sont sous-tendus par une gaine foliaire enflée.
Les épillets, enfoncés, sont groupés par paires : un épillet fertile sessile accompagné d'un épillet stérile pédicellé.
Les épillets stériles, bien développés, ovales, comprimés dorsalement, de 3 à 5 mm de long, contiennent des lemmes vides.
Ils sont sous-tendus par des glumes durcies, ailées sur les bords, nettement nervurées, lisses, glabres, obtuses, mutiques (ne portant pas d'arêtes). Les lemmes des épillets stériles sont enfermées dans les glumes.
Les épillets fertiles ovales, comprimés dorsalement, gibbeux, de 3,5 à 5 mm de long, comprennent un fleuron basal stérile et un fleuron fertile sans extension du rachillet.
Ils se détachent entiers à maturité. Ils présentent un callus glabre, tronqué à la base.
Les glumes sont dissemblables : la glume inférieure, ovale, aussi longue que l'épillet, plus large que la glume supérieure et atteignant l'apex des fleurons, présente deux carènes ailées et 13 nervures.
La glume supérieure, gibbeuse, ovale, cartacée, aussi longue que la lemme fertile adjacente, présente une carène ailée et 11 nervures, et un apex aigu.
Les fleurons présentent 2 lodicules oblongs, charnus, de 2 mm de long, 3 anthères de 2 mm de long et 2 stigmates.
Le fruit est un caryopse pâle, ovoïde, de 3,5 mm de long, au péricarpe tardivement libre. L'embryon à une longueur égale à la moitié de celle du caryopse. Le hile est punctiforme. L'albumen est farineux. La diaspore comprend un entrenœud du rachis.

## Distribution et habitat
L'aire de répartition originelle de  Rotboellia cochinchinensis s'étend dans les régions tropicales de l'Ancien Monde. Son origine se situe probablement en Indochine, dans l'actuel Viêt Nam.
L'espèce a été introduite dans le Nouveau Monde où elle s'est naturalisée notamment en Amérique centrale et dans les Caraïbes. Elle s'est également largement diffusée dans les régions tropicales d'Asie, des îles du Pacifique, d'Afrique et d'Australie.
Rottboellia cochinchinensis se rencontre dans divers habitats, généralement dans des sites ouverts et bien drainés comme les bords de routes, mais aussi dans les champs cultivés. On la trouve également dans des terrains humides, voire dans des eaux peu profondes. Elle supporte aussi bien le plein soleil qu'une ombre modérée, par exemple dans les forêts et les fourrés. La plante préfère les sites situés entre 800 et 1300 m d'altitude, le facteur limitant principal étant les précipitations en-dessous de 1300 m et la température au-dessus de cette altitude. 

## Synonymes
Selon Catalogue of Life (9 novembre 2017) :
- Aegilops fluviatilis Blanco
- Manisuris exaltata Kuntze
- Manisuris exaltata var. appendiculata (Steud.) Honda, nom. superfl.
- Ophiuros appendiculatus Steud.
- Rottboellia arundinacea Hochst. ex A.Rich.
- Rottboellia denudata Steud.
- Rottboellia exaltata L.f., nom. illeg.
- Rottboellia exaltata var. appendiculata (Steud.) Hack.
- Rottboellia exaltata f. arundinacea (Hochst. ex A.Rich.) Hack.
- Rottboellia exaltata f. glaberrima Chiov.
- Rottboellia exaltata var. robusta Hook.f.
- Rottboellia hispida Roxb. ex Hook.f.
- Rottboellia setosa J.Presl
- Stegosia cochinchinensis Lour.
- Stegosia exaltata (Kuntze) Nash

## Plante fourragère
Rottboellia cochinchinensis est une plante fourragère dont la valeur économique est relativement faible. L'espèce aurait cependant été introduite aux États-Unis au début du XXe siècle pour tester sa valeur fourragère.
C'est une plante fourragère utile quand elle est jeune et adaptée à l'ensilage. A l'état adulte, ses poils raides sont irritants et réduisent fortement l'appétence.
En Tanzanie, les agriculteurs classent cette plante au troisième rang derrière Pennisetum purpureum et Megathyrsus maximus pour la croissance, la production laitière et la santé générale des animaux. La plante peut être cultivée en mélange avec d'autres graminées pour nourrir les bovins, ce qui entraîne un apport plus élevé de matière sèche
Au Pakistan, la plante n'a pas été jugée assez nutritive pour répondre aux besoins des animaux et une supplémentation a été recommandée.
Aux îles Samoa, on a obtenu une consommation volontaire de matière sèche plus élevée par des chèvres en leur donnant comme fourrage de saison sèche  des plants de 'Rottboellia cochinchinensis flétris. 

## Mauvaise herbe
Rottboellia cochinchinensis est une mauvaise herbe dans de nombreux pays tropicaux, en particulier dans le Nouveau Monde où ses infestations sont les plus graves notamment du fait de pratiques agronomiques favorables et de l'absence d'ennemis naturels qui auraient co-évolué avec la plante.
Celle-ci prospère particulièrement entre les latitudes 23 ° N et 23 ° S, à l'intérieur de l'isotherme des 20 °C. Elle infeste diverses cultures, en particulier le maïs, la canne à sucre, le riz pluvial, les haricots, le sorgho et certaines cultures pérennes, comme les agrumes et le palmier à huile au début de leur croissance. L'espèce est cependant capable de s'adapter dans certaines régions de climat tempéré, en particulier aux États-Unis où elle peut atteindre 75 à 100 % de son potentiel de croissance.

### Impact économique
On estime que rien qu'en Amérique centrale et dans les Caraïbes, Rottboellia cochinchinensis affectait plus de 3,5 millions d'hectares en 1992. Les infestations par cette mauvaise herbe peuvent entraîner des pertes de rendements allant jusqu'à 80 %, et même entraîner l'abandon de terres agricoles. Les agriculteurs pauvres des régions tropicales consacrent des montants substantiels en temps et en intrants pour maîtriser l'herbe dans leurs cultures vivrières. 

### Résistance aux herbicides
Des cas de résistance à des herbicides de populations de Rottboellia cochinchinensis ont été signalés, d'une part aux États-Unis depuis 1997 : résistance dans des cultures de soja au fluazifop-P-butyle, substance active classée dans le groupe 1 (inhibiteurs de l'ACCase) de la classification HRAC des herbicides, d'autre part au Venezuela depuis 2007 : résistance dans des cultures de maïs à plusieurs herbicides inhibiteurs de l'ALS (groupe 2 de ladite classification) : foramsulfuron, iodosulfuron-méthyle-sodium et nicosulfuron. Il s'agit dans ce cas d'une résistance croisée pouvant éventuellement concerner d'autres herbicides du groupe 2.
Des cas de résistance au fluazifop-P-butyle ont également été signalés au Costa Rica, en Bolivie et en Équateur, pays où l'emploi de cet herbicide est recommandé pour lutter contre Rottboellia cochinchinensis. Une étude menée au Costa Rica en 2016 a montré que cette résistance était liée à la mutation (Trp-2027-Cys) d'un site-cible du gène de l'ACCase. Cette mutation est connue pour conférer aux plantes qui en sont porteuses une résistance à tous les herbicides de la classe APP (ou aryloxyphénoxypropionates), l'une des trois classes d'herbicides du groupe 2 (inhibiteurs de l'ACCcase) (par exemple fenoxaprop, haloxyfop et clodinafop), mais son effet est faible sur les substances des deux autres classes, CHD (ou cyclohexanédiones) et PPZ (ou phénylpyrazolines).